# Witbefjunglevliegenvanger
De witbefjunglevliegenvanger (Cyornis brunneatus; synoniem: Rhinomyias brunneatus) is een zangvogel uit de familie Muscicapidae (vliegenvangers). De vogel werd in 1897 door Henry Horrocks Slater geldig beschreven als Siphia brunneata.

## Kenmerken
De vogel is vijftien centimeter en erg onopvallend. De soort lijkt op de in Europa voorkomende grauwe vliegenvanger, grijsbruin van boven en grijs tot vuilwit van onder, de buik bijna wit. De vogel heeft een relatief lange snavel, de bovensnavel donker en een bleekgele ondersnavel.

## Verspreiding en leefgebied
De soort is een trekvogel die broedt in zuidoostelijk China en overwintert in het zuiden van het schiereiland Malakka. De broedgebieden liggen in groenblijvend tropisch en subtropisch natuurlijk bos op hoogten tussen 600 en 1600 meter boven zeeniveau, in dichte ondergroei van bamboe. In de overwinteringsgebieden komt de vogel voor in ongerept tropisch bos in het laagland, maar ook in mangrovebos of struikgewas in kustgebieden.

## Status
De witbefjunglevliegenvanger heeft een beperkt overwinteringsgebied en daardoor is de kans op uitsterven aanwezig. De grootte van de populatie werd in 2016 door BirdLife International geschat op 2.500 tot 10.000 volwassen individuen. De populatie-aantallen nemen af door habitatverlies. Zowel de broedgebieden als het overwinteringsgebied wordt aangetast door ontbossing. Om deze reden staat deze soort als kwetsbaar op de Rode Lijst van de IUCN.